# Lankesteriana: La Revista Científica
Lankesteriana: La Revista Científica (abreviado Lankesteriana) es una revista con ilustraciones y descripciones botánicas que es editada por el Jardín Botánico Lankester, de la Universidad de Costa Rica desde el año 2001 con el nombre de Lankesteriana : la revista científica del Jardin Botanico Lankester, Universidad de Costa Rica.